# Grande Encyclopédie persane
La Grande encyclopédie persane est un projet d'encyclopédie de la Fondation de la Grande Encyclopédie Persane (fondée en 1993), qui dépend du Ministère de la science, de la recherche et de la technologie de l'Iran. Cette encyclopédie est publiée depuis 2004.